# Molen van Klütz
De Molen van Klütz (Duits: der Klützer Mühle) is een monumentale molen in het Noord-Duitse stadje Klütz (Mecklenburg-Voorpommeren).
De voorganger van de molen was een grondzeiler, die in 1901 afbrandde. De molen werd in de jaren 1902-1904 herbouwd als achtkante bovenkruier. In 1940 werd een stoomketel ingebouwd, en later nog een elektromotor, om ook bij windstilte te kunnen werken. De molen was tot 1954 in bedrijf. Daarna nam een collectieve boerderij het gebouw over, die er voornamelijk mengvoer produceerde.
In 1981 werd een organisatie opgericht om de met verval bedreigde molen te redden. Met hulp van verschillende bedrijven en burgers werd de molen van 1983 tot 1985 omgebouwd tot een restaurant. Het wiekenkruis en de windroos bleven bewaard, maar het interieur van de molen werd verwijderd.